# Bolgár Szocialista Párt
A Bolgár Szocialista Párt (bolgárul Бългapтcкa coциaличecкa пapтия) politikai párt Bulgáriában. 1990-ben hozták létre a Bolgár Kommunista Párt egykori tagjai.
A BSZP a parlamenti választásokon a Koalíció Bulgáriáért nevű választási szövetség részeként vett részt, melyben 2005-ben nyolc párt vett részt, közülük hét súlytalan törpepárt, melynek önálló parlamenti szereplésre nem lenne esélye, ezek:
- Bolgár Szociáldemokraták (a BSZP volt frakciója)
- Szociáldemokrata Politikai Mozgalom
- Szociális Humanista Mozgalom
- Roma Párt
- Bulgária Kommunista Pártja (a több kis bolgár kommunista párt közül a BSZP-hez közeli)
- Alekszandar Sztambolijszki Bolgár Földműves Népi Szövetség (a több Bolgár Földműves Népi Szövetség név alatt futó bolgár párt közül a BSZP-közeli)
- Bulgária Zöld Pártja (1990-ben még a jobbközép pártszövetség tagja volt)

A Szocialista Internacionálé tagja.

## A párt főtitkárjai
- Alekszandar Lilov (1990-1991)
- Zsan Videnov (1991-1996)
- Georgi Parvanov (1996-2001)
- Szergej Sztanisev (2001-2014)
- Mihail Mikov (2014-2016)
- Kornelija Ninova (2016 óta)

## Választási eredmények
| év   | szavazatarány | mandátumszám | szavazatszám | státusz     |
| ---- | ------------- | ------------ | ------------ | ----------- |
| 1990 | 47,15%        | 211          | 2 887 766    | kormánypárt |
| 1991 | 33,14%        | 106          | 1 836 050    | ellenzék    |
| 1994 | 43,50%        | 125          | 2 262 943    | kormánypárt |
| 1997 | 22,07%        | 58           | 939 308      | ellenzék    |
| 2001 | 17,15%        | 48           | 783 372      | ellenzék    |
| 2005 | 30,95%        | 82           | 1 129 196    | kormánypárt |
| 2009 | 17,7%         | 40           | 748 114      | ellenzék    |
| 2013 | 26,61%        | 84           | 942 541      | kormánypárt |
| 2014 | 15,40%        | 39           | 505 527      | ellenzék    |
| 2017 | 27,20%        | 80           | 955 490      | ellenzék    |
| 2021 | 10,07%        | 26           | 267 816      | kormánypárt |

| év   | szavazatarány | mandátumszám | szavazatszám |
| ---- | ------------- | ------------ | ------------ |
| 2007 | 21,41%        | 5            | 414 786      |
| 2009 | 18,50%        | 4            | 476 618      |
| 2014 | 18,93%        | 4            | 424 037      |
| 2019 | 24,26%        | 5            | 474 160      |